# Heavitree
Heavitree är en del av en befolkad plats i distriktet Exeter, Storbritannien. Den ligger i grevskapet Devon och riksdelen England, i den södra delen av landet, 250 km väster om huvudstaden London. Heavitree ligger 36 meter över havet och antalet invånare är 22 000. Heavitree var en civil parish fram till 1913 när blev den en del av Exeter, Topsham, Pinhoe och Alphington. Civil parish hade 10 950 invånare år 1911. Byn nämndes i Domedagsboken (Domesday Book) år 1086, och kallades då Hevetrove/Hevetrowa.
Terrängen runt Heavitree är platt åt nordost, men åt sydväst är den kuperad.  Närmaste större samhälle är Exeter, 2,2 km väster om Heavitree. Omgivningarna runt Heavitree är en mosaik av jordbruksmark och naturlig växtlighet.